# Онищук, Александр Васильевич
Александр Васильевич Онищук (род. 3 сентября 1975, Симферополь) — американский, ранее украинский шахматист, гроссмейстер (1994). Окончил социологический факультет МГУ.
Чемпион ВС СССР среди юношей, играл за команду Черноморского флота.
В составе сборной Украины принимал участие в шахматных олимпиадах (1994, 1996, 1998). Участник чемпионатов мира (2000, 2004) и Кубков мира.
Эмигрировал в США в 2001 году, проживает в Балтиморе. Победитель (2006) и неоднократный призёр чемпионата США. В составе сборной США принимал участие в Олимпиадах и Кубках мира. Включён в Зал славы американских шахмат (2018).
| Графики недоступны из-за технических проблем. См. информацию на Фабрикаторе и на mediawiki.org. |